# ニコライ・カレートニコフ
ニコラーイ・ニコラーイェヴィチ・カレートニコフ（ロシア語: Николáй Николáeвич Карéтников / Nikolai Nikolayevich Karetnikov, 1930年6月30日 モスクワ – 1994年10月10日 モスクワ）は、ロシアの作曲家。旧ソ連邦の反体制派の音楽家の1人に数えられている。

## 略歴
1942年から1948年まで中央音楽学校に学び、その後1953年までモスクワ音楽院でヴィッサリオン・シェバリーンに作曲を、イーゴリ・スポソビンとヴィクトル・ツッケルマンに音楽理論を、エカテリーナ・ニコラーエワにピアノを師事。アルバン・ベルクとアントン・ヴェーベルンの門弟であるフィリップ・ヘルシュコヴィチから個人指導を受ける。
カレートニコフは新ウィーン楽派の音楽に影響され、十二音技法の熱心な支持者となった。バレエ音楽《ヴァニナ・ヴァニニ》や《地質学者》は、ナターリア・カサートキナとウラジーミル・ワシーリエフの振り付けによって、ボリショイ劇場で上演された。しかしながらカレートニコフの音楽は、ソヴェト当局に受け容れがたいと判定され、数十年もの間ソ連での上演を禁止された。
《交響曲 第4番》（1963年）は、1968年にプラハで初演された。ソ連軍が「プラハの春」を弾圧するためチェコスロバキアを蹂躙する直前のことである。バレエ音楽《Little Zaches Called Zinnober》は、1971年にハノーファー歌劇場で作曲者不在のまま上演された。外国旅行の許可が下りなかったためである。当時のカレートニコフの主な活動は、劇付随音楽や映画音楽、テレビ音楽など、機会音楽の作曲だった。
芸術音楽の作曲や出版も秘密裏には続けていた。2つの大作オペラ《ティリ・ウーレンシュピーゲリ》（1965年 - 1985年）と《使徒パウロの神秘劇》（1970年 - 1986年）を完成させたが、これらの作品が公開上演されるという見込みが立たなかったため、モスクワ映画オーケストラに自分のために内密に録音してくれるように説得して、数年がかりで部分ごとに録音を重ねた。テープが出来上がると、今度は声楽パートを多重録音した。これは、反体制オペラが録音されたおそらく唯一の実例である。ついに1993年に、《ティリ・ウーレンシュピーゲリ》がビーレフェルト歌劇場においてジェフリー・マウルの指揮で初演を迎えた。カレートニコフの死の翌年、1995年8月4日にハノーファーで《使徒パウロの神秘劇》も初演された。
1990年に自叙伝的な回想録『主題と変奏（ロシア語: Темы с вариациями）』をロシアで出版しており、同年フランス語版も出版されている。日本語版は題名を変えて1996年に出版された。

## 主要作品一覧

### 歌劇
- 2幕の歌劇《ティリ・ウーレンシュピーゲリ（Тиль Уленшпигель）》（作曲：1965年-1985年、初演：1993年ビーレフェルト）
- 10幕のオペラ＝オラトリオ《使徒パウロの神秘劇》（1970年-1986年作曲、1995年8月4日 ハノーファー初演）

### バレエ音楽
- 1幕のバレエ《ヴァニナ・ヴァニニ（Vanina Vanini）》（スタンダール原作、1961年作曲、1962年モスクワにて初演）
- 1幕のバレエ《地質学者》（1964年モスクワにて初演）
- 3幕のバレエ《（The Chronicle of Zaches, Called Zinober）》（E.T.A.ホフマン原作、1967年初演）

### 声楽曲
- 独唱、合唱、管弦楽のためのオラトリオ《ユリウス・フチーク（Julius Fučík）》（1953年）
- 合唱と吹奏楽のための《5つの風の唄》 （1969年）
- 男声合唱曲《ボリス・パステルナーク追悼の8つの詩篇》（1969年 - 1989年作曲）
- 6つの宗教的歌曲 （1993年作曲）

### 管弦楽曲
- 交響曲 第1番 （1951年）
- 交響曲 第2番 （1956年）
- 交響曲 第3番 （1959年）
- 交響曲 第4番 （1963年）
- 交響曲 第5番
- 交響曲 第6番 （1990年）

- 楽器のための室内交響曲 （1968年）

- 32の管楽器のための協奏曲 （1965年）
- 弦楽合奏のための協奏曲 （1992年）
- 吹奏楽のための音楽 （1992年）

- 管弦楽のための《劇的な詩曲》 （1958年）
- 室内オーケストラのための演奏会用組曲《ショロム・アレイヘムより》（1987年）

### 室内楽曲
- ヴァイオリンとピアノのためのソナタ （1962年）
- 弦楽四重奏曲と祈りと瞑想 （1963年）
- フルート、クラリネット、バスクラリネットとピアノのための《小夜曲》 （1968年）
- ピアノ五重奏曲 （1990年）

### ピアノ曲
- レント・ヴァリエーション （1961年）
- 演奏会用小品 （1969年）
- 2つのピアノ曲 （1974年）

### 機会音楽
- 劇付随音楽《リア王》《マクベス》
- 映画音楽、TV音楽、ラジオ音楽 など

### 著作
- （杉里直人・訳）『モスクワの前衛音楽家――芸術と権力をめぐる52の断章』（新評論、1996年、ISBN 4-7948-0326-5。『主題と変奏』の日本語版）